# Голодний (Цілком таємно)
Голодний (Hungry) — 3-й епізод сьомого сезону серіалу «Цілком таємно». Епізод не належить до «міфології серіалу» — це монстр тижня. Прем'єра в мережі «Фокс» відбулася 21 листопада 1999 року.
У США серія отримала рейтинг Нільсена рівний 9.6, який означає, що в день виходу її подивилися 16.17 мільйона глядачів.

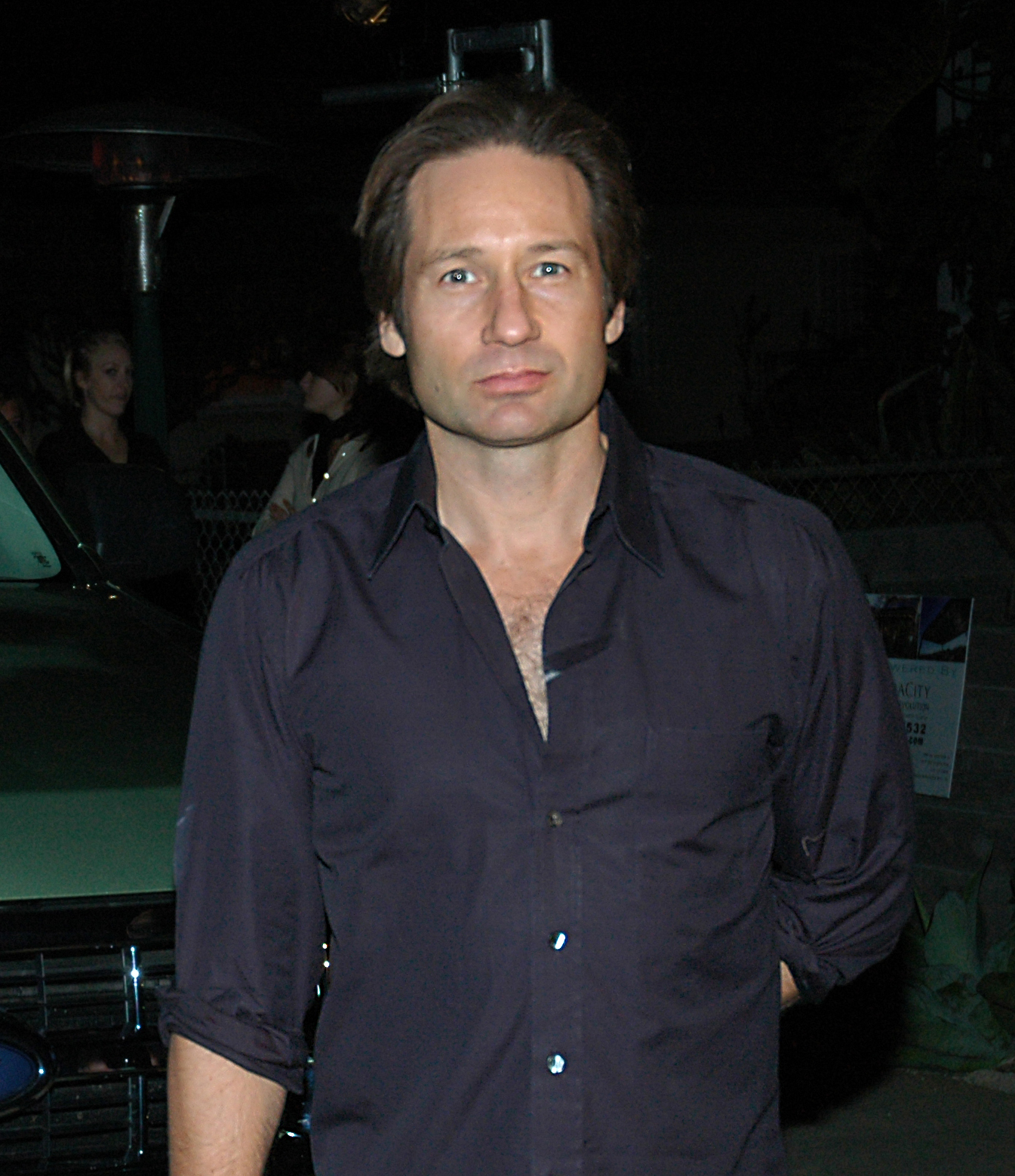

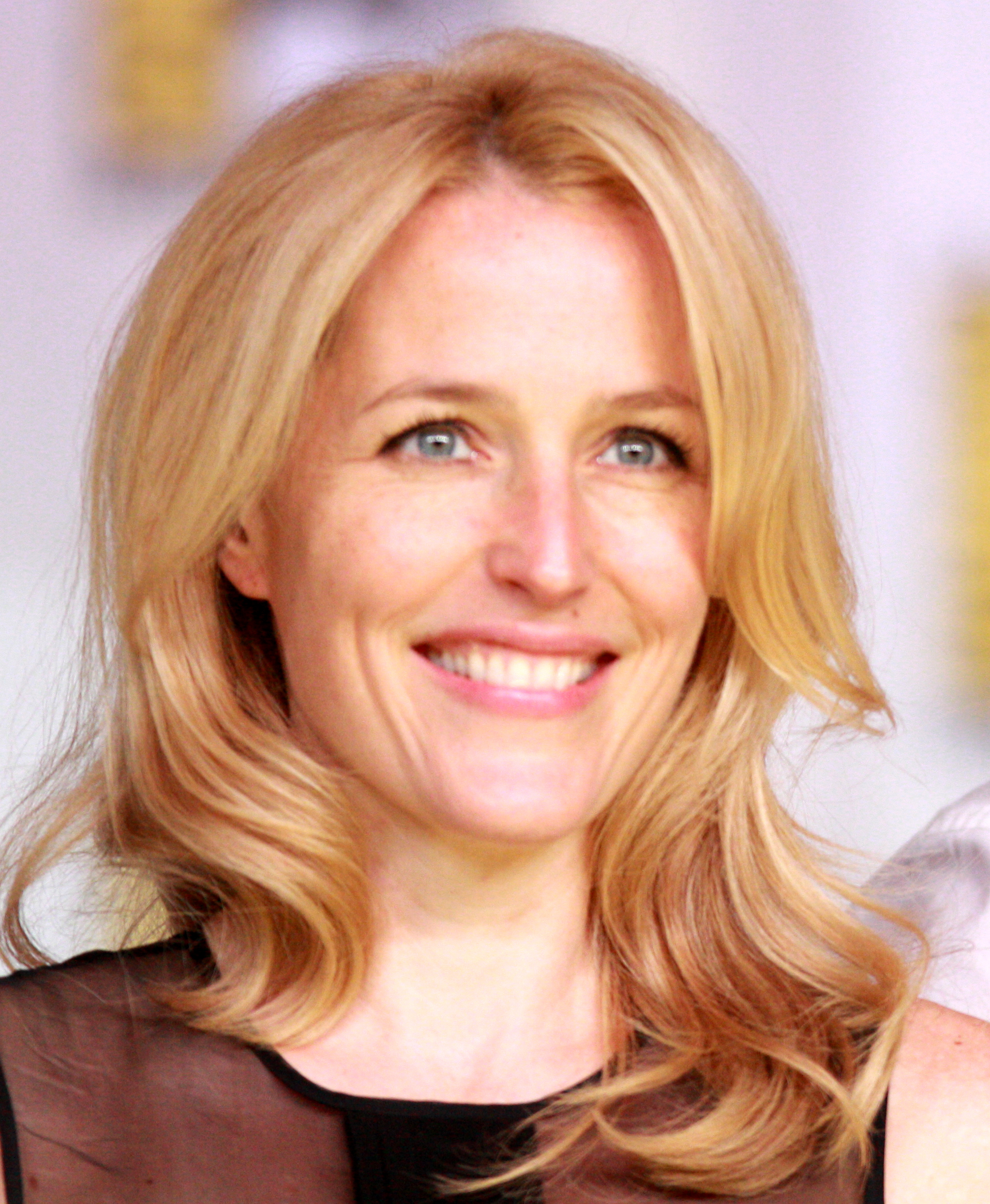

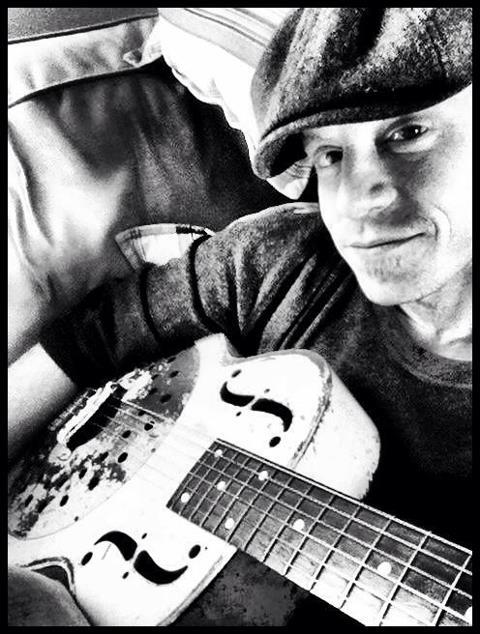

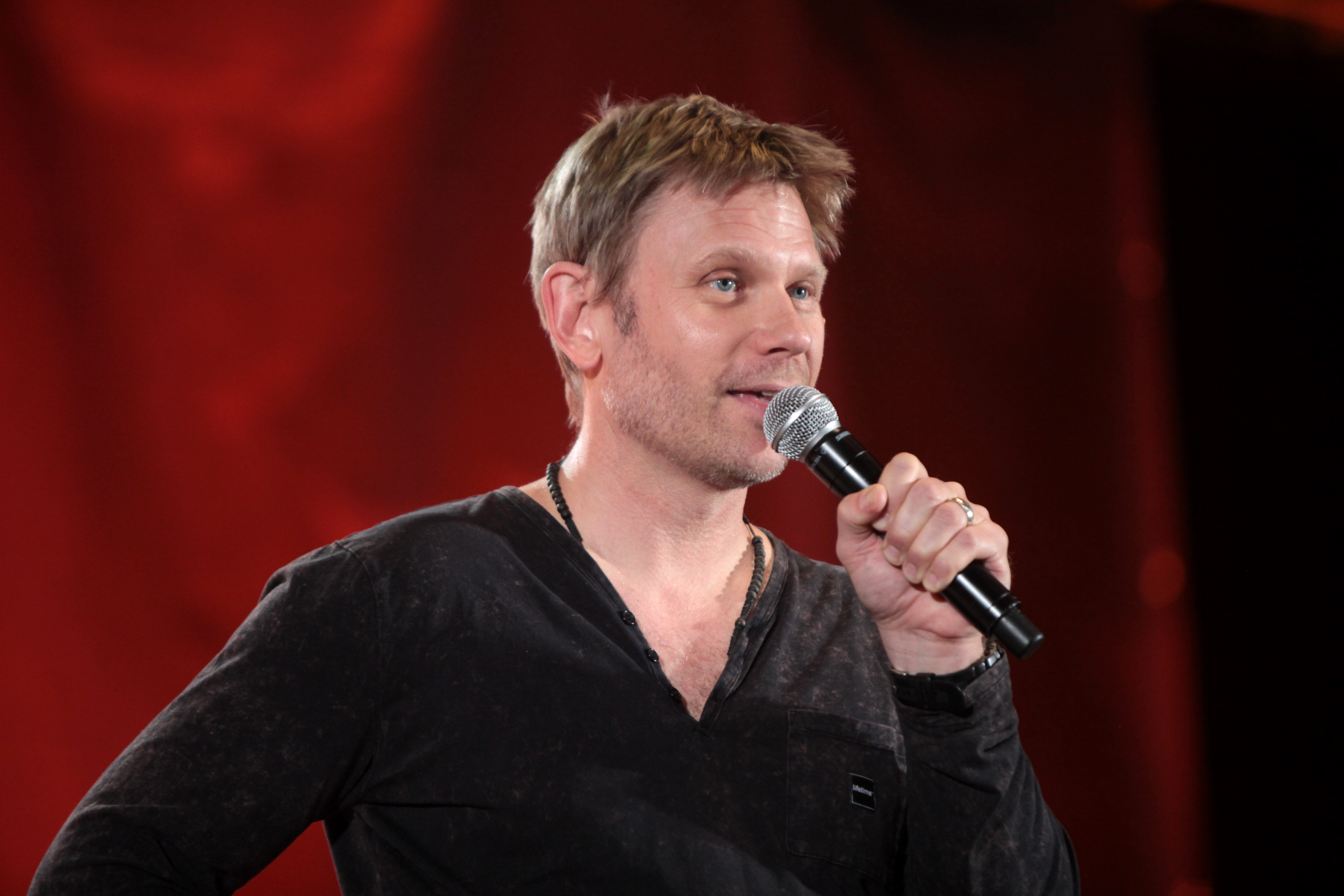

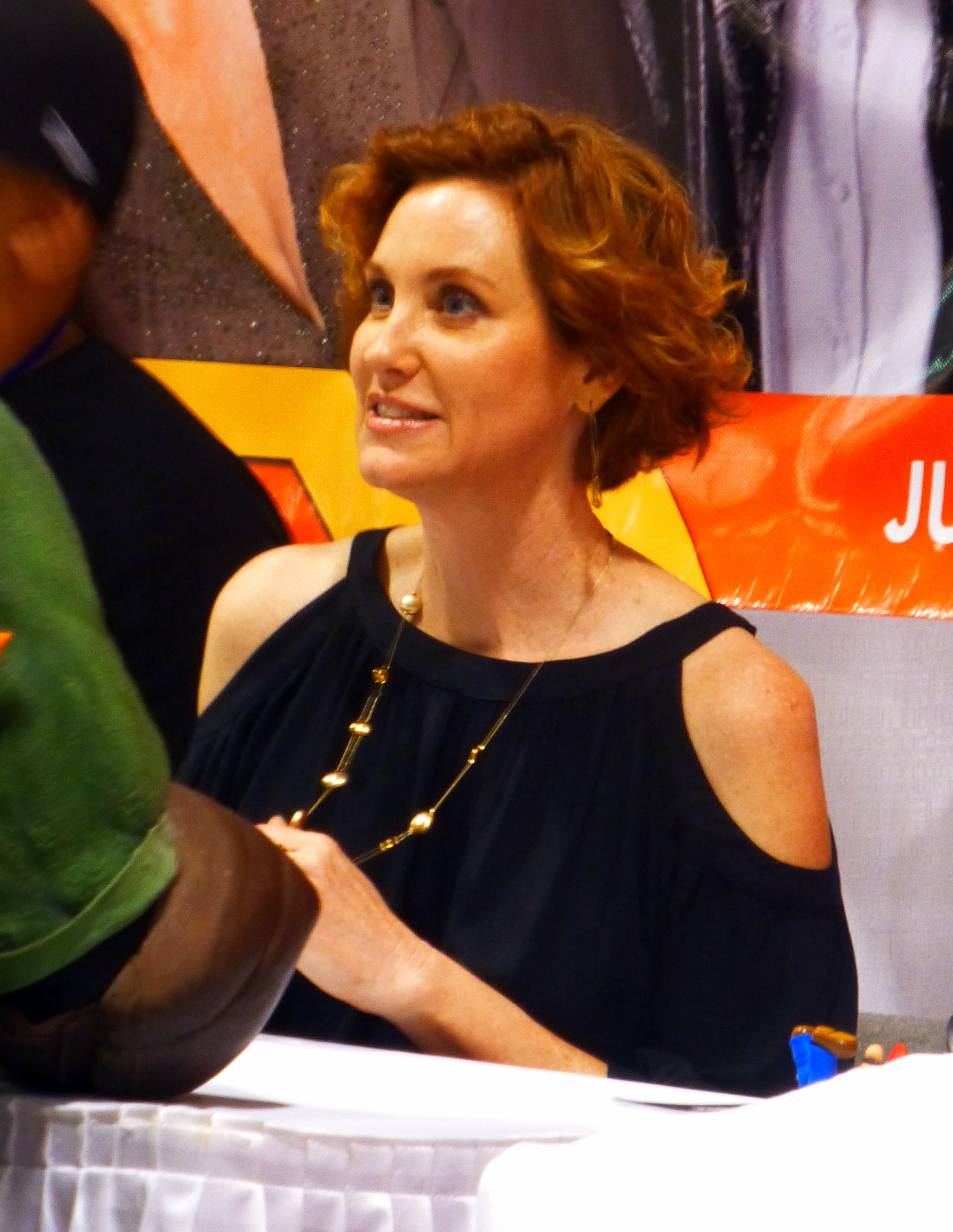

Недалеко від ресторану швидкого харчування знаходять труп чоловіка, у якого ніби висмоктали мозок. Під підозру потрапляє працівник ресторану Роб Робертс. Він постійно відчуває фізичний голод, який може вгамувати лише людський мозок. Протягом епізоду Роб намагається стримати свій голод. Однак голод стає все сильніше.

## Зміст
Істина поза межами досяжного
У Коста-Меса (Каліфорнія) молодий чоловік Дональд Панков наближається до Гамбургерів від щасливчика з фаст-фуд-ресторан. Незважаючи на те що ресторан закритий, Панков сердито вимагає обслуговування. Працівник фастфуду каже чоловікові під'їхати до сусіднього вікна, де на нього нападає і жорстко витягують з машини.
Через три дні тіло Панкова виявляють, із видаленим мозком з черепа. Фоксу Малдеру та Дейні Скаллі призначено допомогти місцевій поліції у їх розслідуванні.
Єдина підказка, знайдена на місці події — це значок співробітника «Lucky Boy». Малдер і Скаллі перевіряють усіх співробітників і виявляють, що одному з клерків, Дервуду Спінксу, бракує значка — вони ж й так їх носять лише по п'ятницях. Скаллі підозрює Спінкса після того, як виявляється, що він має судимість. Однак Малдер вважає, що мозок жертви був вилучений хоботком, і підозрює у скоєнні вбивства іншого працівника, Роба Робертса. Роб, який насправді є людиною-мутантом, яка переодягається, щоб приховати своє справжнє фізичне тіло, живе лише для того, щоб вижити. Під час допиту Малдером з ванної кімнати починає протікати вода із кров'ю з одягу Роба в мішку для сміття. Роб прокушує собі губу. Мінді Райнхард викликає Роба на співбесіду у психолога. Роб бачить стеження за своїм домом і всіми силами намагається притлумити своє я. Потім він підходить до автомобіля стеження, міняється в лиці і нападає на агента.
Наступного дня Спінкс відвідує Роба вдома, роздратований тим, що його звільнили з «Лакі Боя» за брехню про його судимість. Він стикається з Робом із доказами його ролі у вбивстві Панкова — флаконом таблеток для схуднення Роба з кривавим відбитком пальця на кришці — і намагається його шантажувати. Малдер розпитує про Спінкса у Роба і повідомляє — він розшукує того хто не може із собою нічого вдіяти. Робертс відвідує психологічну працівницю — і у нбого починається голод. Роб на роботі смажить котлети — а йому ввижаються мозки. Того ж дня Роб проникає в помешкання Спінкса, щоб дістати його таблетки, але ховається в шафу, коли Дервуд повертається. Помітивши, що хтось у його будинку, Спінкс озброюється бейсбольною битою. Коли Спінкс прямує до шафи, Роб знімає маскування, відчиняє дверцята шафи і розкриває своє справжнє Я приголомшеному Спінксу, перш ніж вбити його. Пізніше Роб зустрічається з доктором Мінді Райнхарт, радницею, яку найняв «Лакі Бой» для консультацій з працівниками після вбивства Панкова. На зустрічі з нею Роб визнає, що бореться з «розладом харчування». Райнхарт відправляє його на зустріч анонімних ненажер, не до кінця розуміючи справжню суть Роба.
Роба відвідують Малдер і Скаллі та повідомояють про зникнення Спінкса. Потім Малдер розповідає про зниклий мозок Панкова та про те, що Скаллі виявила щось схоже на крихітний зуб акули, що застряг у його черепі. На засіданні товариства ненажер Роб бачить Сильвію, але погано реагує на зустріч (описуючи смак як «солоний», «соковитий» та «здобний») і йому візуалізується пульсуючий мозок, коли чоловік звертається до Сільвії). Роб і Сільвія повертаються додому. На жаль, його голод є надто непосильним, і він неохоче змушений спожити Сильвію. Щоб приховати її вбивство, Роб утилізує її тіло і розбиває власну квартиру бейсбольною битою Спінкса. Він розповідає Малдеру і Скаллі, що Спінкс з'явився і звинуватив його в тому, що він вбивця. Потім Малдер запитує у Роба, чи впізнає він Стіва Кізіака, приватного слідчого, але Роб каже, що ні. Обидва агенти їдуть шукати Сільвію.
Райнхарт з'являється, щоб виявити, як Роб збирає речі, маючи намір виїхати з міста. Після запеклої суперечки, коли Райнхарт виявляє, що вона знала, що Роб вбив Панкова, він відкриває Райнхарт своє справжнє «я». Однак, перш ніж Роб готується напасти на неї, вона виявляє глибоку симпатію до нього, зненацька шкодуючи Роба. В цей момент агенти прибувають із витягнутою зброєю, знайшовши тіло Сільвії. Райнхарт каже Робу бути доброю людиною, якою — вона знає, він здатний бути. Натомість Роб кидається на Малдера і отримує два постріли в груди, покінчивши життя самогубством за допомогою поліцейського. Коли Роб лежить помираючи, Райнхарт запитує: «Чому?» На що він відповідає: «Не можу бути тим, ким я не є».

## Зйомки
Коли Вінс Гілліган писав сценарій «Голодного», він хотів написати «інший» епізод, який був би розказаний з точки зору монстра і в ньому б антагоністами були Малдер і Скаллі. Кріс Картер схвалив цю ідею і назвав отриманий епізод «справді чудовим шоу монстрів». Задум Гіллігана полягав у тому, щоб чудовисько було здатним до спілкування та перегукувалось із глядацькою аудиторією. Пізніше він сказав: «Мій намір полягав у тому, що в кінці, коли Малдер і Скаллі з'являться і вбивають монстра, аудиторія буде таки сподіватися, що вони не з'являться».
Чед Донелла був обраний головним монстром, оскільки він мав «витончену, цікаву якість», за словами режисера кастингу Ріка Міллікана. Режисер Кім Меннерс описав Донеллу як «великого маленького актора». Трюковий дублер Духовни, Стів Кізіак, зіграв роль приватного детектива, якого також називають Стівом Кізіаком, якого Робертс вбиває та з'їдає. Пізніше Кізіак сказав: «Було дуже весело перебувати перед камерою». Вперше Кізіак з'явився як дублер Духовни в епізоді 3-го сезону «Надто сором'язливий (Цілком таємно)», а пізніше з'явився як Малдер, в «Бійцівському клубі».
Оскільки Девід Духовни та Джилліан Андерсон знімали фільми «Повернись до мене» та «Будинок забави» відповідно, коли увійшов у виробництво 7-й сезон, «Фокс» вирішив зняти «Голодного» перед будь-яким іншим епізодом, незважаючи на те, що буде в ефірі третім, після лінії «Шосте вимирання». Це дозволило Духовни та Андерсон знімати свої сцени та завершувати фільми з відносно невеликими клопотами. Деякі з готових сцен показують Малдера та Скаллі разом, але багато з них були створені із використанням дублікатів та дублів через напружений графік акторів. Духовни та Андерсон були разом лише протягом двох спільних днів зйомок для цього епізоду.
Створюючи реквізити для «Голодного», продюсерська команда виявила, що ресторан «Lucky Boy Burger» створити порівняно просто. Спочатку ресторан мав називатися «Burgerlishious», але в закладі, який вважався ідеальним для зйомок, був знак «Щасливчик», який не можна було прибрати. Пізніше дизайнерський відділ зіткнувся з проблемою створення квартири Робертса, оскільки сценарій не давав детального опису того, як вона мала виглядати.

## Показ і відгуки
«Голодний» вперше вийшов в ефір у США 21 листопада 1999 року. Цей епізод отримав рейтинг Нільсена 9,6 із часткою 14, що означає — приблизно 9,6 % усіх домогосподарств, обладнаних телевізором, і 14 % домогосподарств, які дивляться телебачення, були налаштовані на нього. Серію переглянули 16,17 мільйона глядачів. Цей епізод показаний у Великій Британії і Ірландії по «Sky One» 2 квітня 2000 року і отримав 0,68 мільйона глядачів.
Епізод отримав неоднозначні та позитивні відгуки критиків. Роберт Шірман і Ларс Пірсон у книзі «Хочемо вірити: критичний путівник з Цілком таємно, Мілленіуму та Самотніх стрільців» оцінили епізод 5 зірками з п'яти, назвавши його «Декстером на десять років раніше». Вони дійшли висновку, що «співчуття, яке Донелла дарує Робу, коли він демонструє свої справжні якості, є дуже зворушливим. Останні моменти епізоду — типово розумний штрих до цієї занедбаної перлини історії». Річ Розелл з «Digitally Obsessed» відмітив 3,5 із 5 зірок і написав, що в епізоді «чудова настройка, але кульмінація залишає звичайні відкриті питання». Зак Гендлен в огляді для «The A.V. Club» назвав епізод «цілком прийнятним» і присудив йому оцінку «В +». Він був задоволений унікальним форматом епізоду, назвавши його «добрим трюком», який зробив інакше «епізод, який можна забути в кращому випадку» — якби він був побудований за типовим способом «Цілком таємно». Гендлен також позитивно оцінив використання гумору в епізоді, зазначивши, що він «дуже цілеспрямований». Однак Гендлен відчував, що ця історія демонструє втому серіалу і не має великої напруги, щоб тримати спостерігача повністю задіяним.
Пола Вітаріс з «Cinefantastique» надала епізоду більш змішаний огляд і присудила йому 2 зірки з чотирьох. Вона зазначила, що епізод «страждає від синдрому, яким позначалося безліч епізодів „Цілком таємно“ в останні сезони… синдром полягає в з'ясуванні на ранній стадії — хто винна сторона». Однак Вітаріс зауважила, що «рятівна грація» епізоду — сатиричний тон написання Вінса Гіллігана; вона назвала сцену з Робертсом галюцинацією, що гамбургери, які він смажив, насправді були мізками «хворими, але веселими». Інші відгуки були більш негативними. Кеннет Сілбер з «Space.com» критично віднісся до епізоду, зазначивши, що, хоча зміна точки зору була унікальною та цікавою, «ця частина оригінальності не рятує епізод від відчцття, що межує з буденністю. Ми не вперше бачимо генетичних мутантів, які мають залежність від частин тіла людини». Том Кессеніч у книзі «Експертизи» дав епізоду відносно негативний відгук. Незважаючи на те, що епізод не був «жахливим» записом для « Цілком таємно», Кессеніч був незадоволений характеристикою Роба Робертса, а також тим фактом, що вбивцю розкрили дуже швидко.

## Знімалися
- Девід Духовни — Фокс Малдер
- Джилліан Андерсон — Дейна Скаллі
- Чейз Гемптон — Дональд Панков
- Чед Донелла — Роб Робертс
- Марк Пеллегріно — Дервуд Спінкс
- Джудіт Гоаґ- Мінді Райнгарт
- Лоіс Форекер — Сільвія Джессі